# Михайловская церковь (Шатура)
Михайловская церковь — православный храм и памятник архитектуры местного значения в Шатуре.

## История
Приказом Министерства культуры и туризма от 03.02.2010 № 58/0/16-10 присвоен статус памятник архитектуры местного значения с охранным № 5531-Чр под названием Михайловская церковь. Установлена информационная доска.

## Описание
Михайловская церковь сочетает народную деревянную монументальную архитектуру с профессиональными способами конца XIX века периода историзма. Сооружена в 1870-е годы в формах историзма. Имеет сходства с Покровской церковью в Дягове.
Деревянная, одноглавая, пятидольная (пятисрубная — 5 объёмов), крестообразная в плане церковь, удлинённая по оси запад—восток, с прирубами между ветвями основных объёмов. С востока к основному подкупольному объёму примыкает 5-гранная апсида. С запада к общему объёму примыкает двухъярусная колокольня — восьмерик на четверике, завершается гранёным куполом с глухим фонариком и шпилем. Венчает храм гранёный купол с глухим фонариком и луковичной главкой на восьмигранном световом барабане. Главный (западный) вход акцентирован колонным портиком, увенчанным треугольным фронтоном в тимпане которого помещена икона. Окна храма и светового барабана пятиугольные, что находит отражение в оформлении самого купола храма и купола колокольни.